# Колона на победата (Берлин)
Колоната на победата (на немски: Siegessäule) е паметник в Берлин, столицата на Германия.
Първоначално проектирана през 1864 година от Хайнрих Щрак по повод победата на Прусия в Германо-датската война, тя е завършена през 1873 година и става символ на междувременно успешно завършилите за Прусия Австро-пруска и Френско-пруска война.
Паметникът представлява масивна колона, на върха на която е поставена висока 8,3 m статуя на богинята Виктория. Първоначално се намира на Кралския площад, но през 1939 година е преместен на кръстовището Гросер Щерн в парка Гросер Тиргартен.